# Klitoris
Klitoris (flertal: klitorisser, efter latin clitoris,, fra græsk kleitoris: "lille bjerg") er et hovedsageligt indre organ, som findes hos alle pattedyrshunner. Kvindens klitoris er homolog med mandens penis,[kilde mangler] og har nogenlunde samme størrelse som en penis. Men i modsætning til penis har klitoris ingen dobbeltfunktion (udskillelse af urin). Klitoris' funktion er udelukkende seksuel nydelse. Den eneste kendte undtagelse er hos den plettede hyæne, hvor hunner er udviklet så de også urinerer og føder gennem klitoris.
Da størstedelen af klitoris er et indre organ, og kun det lille tapformede "klitorishoved" er synligt, er klitoris navngivet efter den synlige del - det "lille bjerg" - hvilket har bidraget til den udbredte fejlopfattelse, at klitoris blot er en del af de ydre kønsorganer og ikke er andet og mere end det lille klitorishoved. Pga. ukendskab til den indre del af klitoris, er klitorishovedet fejlagtigt blevet omtalt og opfattet som "klitoris" og bliver det desværre stadig såvel i folkemunde som i diverse faglitteratur og videnskabelige undersøgelser samt i skolernes seksualundervisning.

## Anatomi
Toppen af klitoris betegnes "klitorishovedet" (glans clitoridis) og skaftet op til klitorishovedet som "klitorisskaftet".
Klitorishovedet er en del af de ydre kønsorganer, placeret i den nedre del af venusbjerget, over skedeåbningen, hvor de indre kønslæber mødes opadtil. Klitorishovedet dækkes og beskyttes her helt eller delvist af en forhud.
Størrelsen på klitorishovedet varierer betydeligt fra kvinde til kvinde – alt fra mindre end et knappenålshoved til større end en fingerspids – i gennemsnit er størrelsen af klitorishovedet mellem 2,5-4,5 mm. Der er ingen kendt sammenhæng mellem klitorishovedets størrelse og kvindens alder, vægt, højde eller brug af hormonelle præventionsmidler etc.
Klitorishovedet er det sted på kroppen med flest nervetråde. Omkring 8.000 nervetråde forbinder klitoris med hjernens lystcentre, hvilket er omkring dobbelt så mange, som i (det betydelige større) penishoved.
Klitorishovedet er udstyret med små kirtler, der udskiller et olieagtigt sekret, som smører klitorishovedet, så det holder sig glat og smidigt.
Klitorisskaftet strækker sig op til 10 cm ind i kroppen, og deler sig i to "ben", som ligger på hver side af skeden, langs urinrøret, blæren og livmodervæggen.
Ligesom penis indeholder klitoris svulmelegemer, der ved seksuel opstemthed fyldes med blod og får klitoris til at vokse (erigere) og blive mere følsom. Desuden indeholder klitoris muskler, som laver ufrivillige rytmiske sammentrækninger under kvindens orgasme.

## Stimulation
Stimulation af klitoris er central for kvindens seksualitet og orgasme. Ligesom mandens penis er kvindens klitoris ikke særlig følsom uden erektion, men når klitoris' svulmelegemer bliver spændte af blodfyldning, øges følsomheden mangefold og gør det lettere for kvinden at opnå orgasme. Klitoris kan stimuleres såvel ad psykisk vej som fysisk. Stemninger, ord, tanker, handlinger, fantasier, drømme, mm. kan påvirke erektionen, og det samme kan direkte og indirekte fysisk berøring. Klitoris' evne til erektion kan trænes ved onani - udefra ved berøring af klitorishovedet eller inde fra skeden ved berøring gennem den tynde skedevæg.

## Historie
Den italienske anatomiprofessor Realdo Colombo mente han var den første der opdagede klitoris.[kilde mangler] I en bog fra 1559 med titlen De re anatomica beskriver han "sædet for kvindes fryd" og konkluderede at "Eftersom ingen har erkendt disse projektioner og deres funktion, er det rigtigt at navngive ting jeg har opdaget, den skal kaldes Venus' kærligheden eller sødme".
Colombos påstand blev omstridt af Gabriele Falloppio (som opdagede æggelederne) og som var hans efterfølger som underviser på det italienske universitet i Padova. Falloppio mente, han var den første til at opdage klitoris. Begge påstande blev afvist af den danske anatom Caspar Bartholin. Bartholin mente klitoris har været udbredt kendt i medicinske kredse siden det 2. århundrede. Den græske læge Hippokrates (ca 460 f.Kr.–370 f.Kr.) beskrev den som "lille søjle" (columella), den persiske læge Avicenna (980–1037) navngav den "kæp/stang/stav" (albatra eller virga). Romerne kendte den i vulgært sprog som "landica".

## Modifikation
- Nogle kvinder vælger at lade deres forhud til klitoris eller selve klitorishovedet udsmykke med en piercing eller anden udsmykning.[kilde mangler] Piercing gennem klitorishovedet er imidlertid en meget sjælden form for udsmykning,[kilde mangler] da kun de færreste kvinder har et anatomisk egnet klitorishoved (det skal være stort nok og ikke dækket af klitorisforhuden) til sådan en piercing,[kilde mangler] og grundet alvorlig risiko for dannelse af arvæv og overskæring af nervebaner og deraf følgende nedsat følsomhed i klitoris. Hvad der ofte refereres til som klitorispiercing er i virkeligheden oftest piercing af klitorisforhuden.
- Rituel fjernelse af klitorisforhuden og/eller af andre dele af de ydre kønsorganer som ved kvindelig kønslemlæstelse (kvindelig omskæring) er forbudt i Danmark, både på børn og voksne kvinder. Indgreb af den slags behandles efter lægelovens §25, stk. 2, om kvaksalveri, og medfører strafansvar uanset om indgrebet udføres i eller uden for Danmarks grænser. Amnesty International anslår at omkring 2 millioner kvinder årligt får bortskåret klitorishovedet i forbindelse med kvindelig kønslemlæstelse – hovedsagligt i muslimske samfund i Afrika.

- Brug af anabolske steroider af kvindelige bodybuildere og andre atleter kan resultere i væsentlig og permanent forstørrelse af klitoris i linje med en maskulinisering af andre kvindelige kropstræk.

## Fodnoter
1. ↑  Angier, Natalie (1999). Woman - An Intimate Geography. Anchor Books. s. 63. ISBN 0-385-49841-1.